# Tin Keraten
Tin Keraten est un oued du nord du Mali situé au nord-est d'Imenas, à 100 kilomètres à l'est de Gao dans le cercle d'Ansongo. Classé H en hydrographie, c'est un affluent du oued Tin Takanik qui se jette dans le fleuve Niger au nord d'Ansongo.